# Ordem de Cluny
A Ordem de Cluny é uma ordem religiosa monástica católica que se originou dentro da Ordem de São Bento, na cidade francesa de Cluny, no chamado movimento monacal.
A ordem nasce em um momento delicado do século X, onde a própria Igreja Católica estava entregue ao materialismo, e chama novamente os homens à espiritualidade por meio de uma reforma monástica baseada na Regra de São Bento com algumas modificações de Bento de Aniane.
Em duzentos anos (909 - 1109), Cluny teve apenas 6 abades, sendo 4 deles canonizados: Odão, Odilo, Máiolo e Hugo de Cluny.

## História
No final do século IX e início do X, a Europa Ocidental se encontrava sob ataque de todos lados; os muçulmanos pelo Mediterrâneo, os viquingues a norte e os magiares a leste. As ondas de invasões à Europa se seguiram desde a queda do Império Romano e da morte de Carlos Magno.
Dentro da Igreja Católica a situação era tão caótica quanto fora; atrito com a Igreja Bizantina, influência da política italiana sobre o papado, influência de leigos dentro da Igreja, bispos e outros membros do clero misturavam suas propriedades com a da Igreja, padres casados ou vivendo em concubinato, além de simonia e nicolaísmo.

### Uma doação para os beneditinos
Contudo, por volta de setembro de 910 o duque de Aquitania,  Guilherme o Piedoso, doou terras para que nelas fosse estabelecido um mosteiro beneditino que não se sujeitasse ao poder laico, mas tão somente a Roma. O fundador escolheu um abade nobre da região que administrava mosteiros reformados, Bernão, abade de Baume.
De imediato o abade Bernão aplicou uma rigorosa observância à regra beneditina buscando fazer do lugar um refúgio do caos que assombrava Europa na época.Além de Cluny, Bernão também tomava conta de outros mosteiros, cedidos por nobres para que estes fossem regidos segundo as regras de Cluny. Com isso a Ordem passou a não se limitar apenas à Abadia de Cluny, mas começou a se expandir por mosteiros afora. Antes de morrer, em 927, Bernão nomeou Odão como seu sucessor e renunciou seus méritos como fundador de Cluny.

### Reformas cluníacas

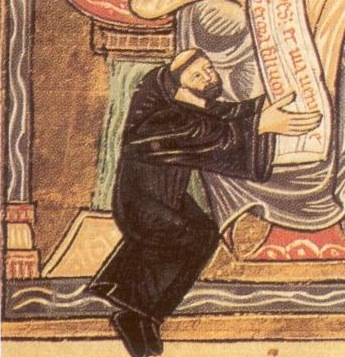
Odão

Foi sob a tutela de Odão que as reformas cluníacas extrapolaram a região da Borgonha e ganharam não só a França como toda a Europa. Odão viajou por boa parte da Europa visitando mosteiros e reformando-os. Ainda com Odão em seu comando, Cluny foi consagrada, em 981, e recebeu do papa Gregório V a isenção libertas.
Após sua morte, em 18 de novembro de 942, Odão foi sucedido pelo beato Aimardo, contudo esse já estava com a saúde debilitada e quando ficou cego, passou o cargo a Máiolo.  Este deu continuidade às reformas iniciadas por Odo, além de agregar diversos mosteiros a Cluny. Em 972, Máiolo foi sequestrado pelos sarracenos e libertado mediante pagamento de resgate.
Após Máiolo, Cluny foi governada por Odilo por um duradouro período de 55 anos Com Odilo o número de monges cluníacos aumentou. Com o aumento na quantidade monges, aumentou também o Abadia de Cluny.
Odilo foi sucedido por Hugo de Sémur, este também teve um longevo período à frente da Ordem: 60 anos. Hugo é responsável pela construção, e 20 de novembro de 1088, da Igreja Cluny III que, segundo dados arqueológicos, foi uma das maiores igrejas da Idade Média, superando até mesmo Roma. Tal templo continha 5 naves, 7 torres e teve seu altar-mor consagrado em 1095 pelo próprio papa Urbano II em sua viagem à França.
Além de Cluny III, foi com Hugo que as reformas cluníacas atingissem seu ápice chegando à Polônia, Hungria, Inglaterra e Itália. Afonso VI concedeu valorosas esmolas à Ordem visando novas instalações cluniacenses na Espanha e em Portugal.
Ao morrer, em 1109, Hugo deixava a Ordem Cluniacense com 1084 casas, sendo 883 delas na França.

## Críticas e o fim de Cluny

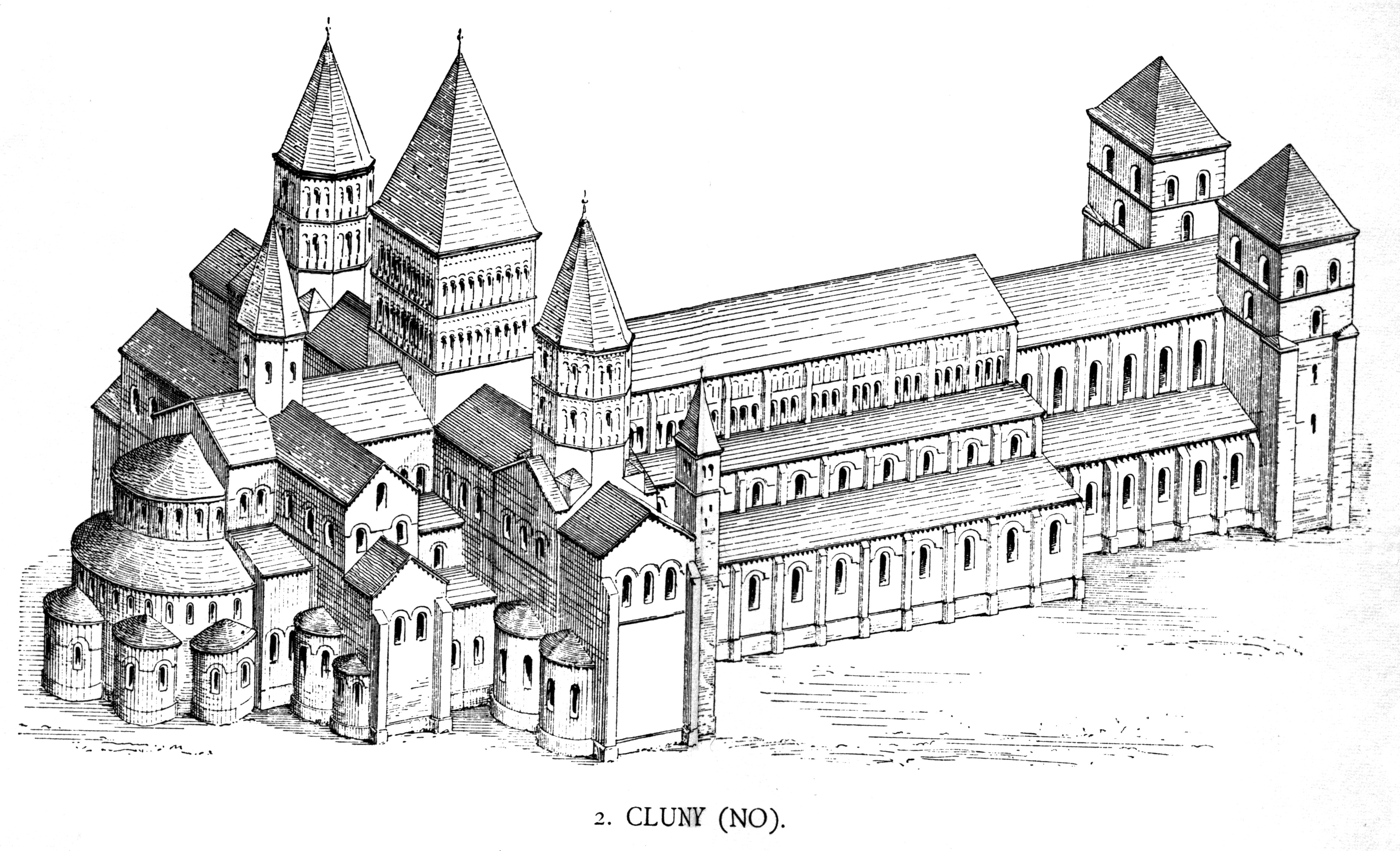
Reconstituiçao de Cluny III

Com o passar do tempo, o crescimento de Cluny, mais propriamente sua independência e luxo, deixou de ser visto com bons olhos e não tardou o iniciar das críticas sobre a Ordem. Um dos primeiros e mais famosos criticos de Cluny foi Bernardo de Claraval, que respondendo a uma carta de um monge cluniacense, redigiu:
| “ | Como é que eu poderia ouvir em silêncio a tua queixa acerca de mim, pela qual se diz que nós, os mais miseráveis dos homens, andrajosos e mal vestidos, das cavernas, como diz ele, julgamos o mundo e, o que é mais intolerável ainda, criticamos também a tua gloriosíssima Ordem e, sem vergonha, atacamos os santos que nela vivem tão louvavelmente e, da sombra da nossa ignobilidade, insultamos esses luminares do mundo? Por acaso é possível que nós, não lobos vorazes sob pele de ovelhas, mas pulgas mordazes e mesmo traças destruidoras, uma vez que não o ousamos fazer às claras, destruamos, às ocultas, a vida dos bons e nem sequer lancemos o clamor da invectiva mas o sussurro da detração? | ” |

Com o adentrar da Idade Média, as críticas sobre Cluny aumentaram e os próprios bispos entendiam que já não precisavam mais dos monges, tanto que os denunciavam apropriações que os cluniacenses realizavam. A independência de Cluny já não era bem quista. Entre 1120 e 1125, o papa Calisto II abandonou Cluny à sua própria sorte, tanto no que diz respeito às opiniões do clero quanto aos ataques sarracenos.
O golpe final só viria a ocorrer séculos mais tarde, em 1789, com a revolução francesa. Um de seus principais alvos não foi outro, senão a já enfraquecida Cluny. Todo o complexo foi destruído entre 1791 e 1812. Em 1793 todos os livros da biblioteca foram queimados e, em 1798, o terreno onde estava abadia foi vendido por 2.140.000 francos.
Durante o século XX o prédio da Abadia de Cluny foi parcialmente reconstruído e, em 2007, foi consagrada como Patrimônio Europeu pela União Europeia.

## Em Portugal

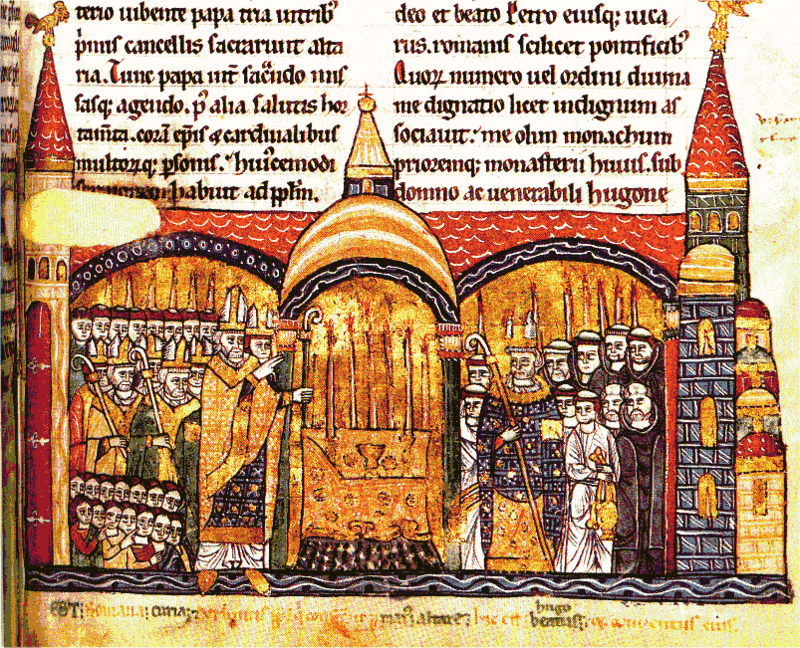
Consagração de Cluny III pelo Papa Urbano II

Nada se sabe da data de abertura do primeiro mosteiro em Portugal. A sua primeira influência aparece no século XI, no mosteiro da Pendorada, e eram apoiados pelo conde D. Henrique, sobrinho de S. Hugo, abade de Cluny. No século XI, S. Geraldo de Braga, Maurício Burdino de Coimbra e Bernardo de Coimbra, encaram as tendências separatistas portuguesas, defendendo as suas sés das pretensões de Toledo e de Compostela, que se serviam da Ordem para obterem influência junto da Santa Sé.
Em 910 surge em França (Borgonha) a Ordem de Cluny com Guilherme, duque de Aquitânia. Este funda o mosteiro de Cluny I. Em 963-981 (Abade S. Bernou) funda nova abadia, a Cluny II que vai influenciar todas as outras e revelar-se a mais importante. Em 1050 é fundada a Cluny III pelo Abade Hugo de Semur.
No século VIII vai alterar mentalidades, encabeçado pelo papa e por Carlos Magno que engendra um sistema de inter-dependência em pirâmide, desde o simples cidadão até ao papa (representante de Deus).
A influência cluniacense manifestou-se na arte românica de muitas igrejas do Norte, especialmente na Sé de Braga; nota-se na decoração, já que a humildade das igrejas monásticas impedia a adopção de estruturas grandiosas. A influência de Cluny acaba cedo devido à sua interpretação da Regra de S. Bento, por causa da decadência da Casa-Mãe: Santa Justa e a sua história está semeada de questões com a autoridade eclesiástica e por causa da cobrança dos dízimos que se podem seguir através das visitas e capítulos gerais de Cluny. A história de Cluny acaba, em Portugal, em 1515, com a redução de São Pedro de Rates a igreja paroquial.
Com o objectivo de purificar a Regra de S. Bento e como reacção aos exageros (torres, altura dos oratórios, decorações excessivas, pinturas com motivos profanos, zoomorfia, elementos pagãos), S. Bernardo entra para Cister em 1112 e, com outros doze seguidores, funda a Abadia do Claraval (nova casa-mãe) em 1115.